# Klaus Knopper
Klaus Knopper (Ingelheim (Duitsland), 1968) is de ontwikkelaar van de Linux-distributie Knoppix, die vooral bekend is om haar Live CD's. 
Knopper studeerde elektrotechniek aan de Universiteit van Kaiserslautern. Hij werkt als zelfstandige IT-adviseur en als ontwikkelaar van opensource-software.
Daarnaast is hij medeoprichter van de Duitse organisatie LinuxTag e.V. die jaarlijks een Europese Linux-beurs en -conferentie organiseert. In 2005 verliet hij deze vereniging. 
Gestimuleerd door de ervaringen van zijn blinde echtgenote ontwikkelde Knopper op Linux gebaseerde software voor blinden, die het mogelijk maakt de computer te gebruiken doordat deze tekst op het beeldscherm omzet in spraak.